# 吕内勒维耶勒
吕内勒维耶勒（法語：Lunel-Viel，法語發音：[lynɛl vjɛl]，意为“旧吕内勒”）是法国埃罗省的一个市镇，位于该省东部，与吕内勒相邻，属于蒙彼利埃区。

## 地理
吕内勒维耶勒（43°40'40"N, 4°5'30"E）面积11.97 平方千米，位于法国奧克西塔尼大區埃罗省，该省份为法国南部沿海省份，南濒地中海，西南接奥德省，西北接塔恩省和阿韦龙省，东北与加尔省接壤。
与吕内勒维耶勒接壤的市镇（或旧市镇、城区）包括：朗萨格、吕内勒、圣热涅斯德穆尔格、圣瑞斯特、萨蒂拉尔格、瓦莱尔格、昂特尔维涅。
吕内勒维耶勒的时区为UTC+01:00、UTC+02:00（夏令时）。

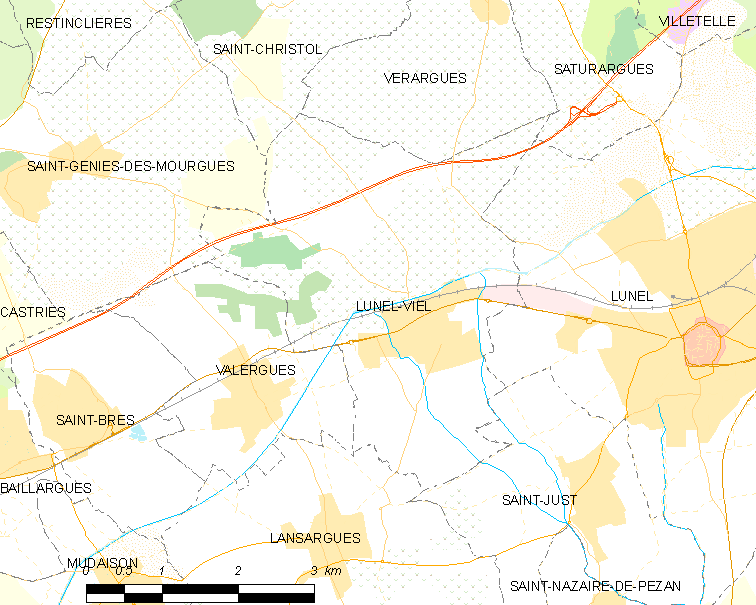
吕内勒维耶勒的OSM定位图

## 行政
吕内勒维耶勒的邮政编码为34400，INSEE市镇编码为34146。

## 政治
吕内勒维耶勒所属的省级选区为吕内勒县。

## 交通
法国国家A9号高速公路经过境内北部但未设出入口。法国国道N113线经过镇中心，埃罗省省道D54线、D110线、D110E4线、D110E5线和D171线在境内交汇。
吕内勒维耶勒站是塔拉斯孔－塞特铁路上的一个车站。

## 人口

1962-2008年间吕内勒维耶勒人口变化图示

吕内勒维耶勒于2022年1月1日时的人口数量为4497人。